# Club Atlético Racing
O Club Atlético Racing (mais conhecido como Racing de Córdoba ou ainda Racing de Nueva Italia) é um time de futebol de Córdoba, na Argentina. Atualmente o Racing de Córdoba disputa a Primera B Nacional que é a segunda divisão do Campeonato Argentino.
O clube foi fundado no bairro de Nueva Italia, na cidade de Córdoba, em 14 de dezembro de 1924. O uniforme é listrado verticalmente com as cores azul e branco. O uniforme, nome, escudo e também o apelido de La Academia Cordobesa foram todos inspirados no Racing Club sediado na cidade de Avellaneda, considerado um dos cinco grandes do futebol argentino e que à altura de 1924 havia vencido oito campeonatos argentinos travados nos onze anos anteriores. Curiosamente, o Racing de Avellaneda teve seu único rebaixamento (em 1983) assegurado matematicamente exatamente em duelo contra o Racing cordobês, que por sua vez terminou beneficiado pelo regulamento de promedios e escapou do descenso embora tenha terminado na última colocação na temporada.
A melhor temporada do Racing de Córdoba aconteceu em 1980, quando foi vice-campeão da primeira divisão. Foi derrotado na final por 5-3 pelo Rosario Central após ter sido campeão cordobês em rara final contra o Instituto, com quem trava o segundo principal clássico de sua cidade. Sua principal revelação foi Miguel Oviedo, integrante da seleção argentina campeã da Copa do Mundo FIFA de 1978, embora participasse da competição já como atleta do Talleres.

## Títulos

### Torneios nacionais
- Vice-campeão da Primera División (1): 1980.
- Torneo Argentino B (1): 1999.
- Torneo Argentino A (3): 1999, Apertura 2002, Apertura2003/2004.
- Vice-campeão do Torneo Argentino A (3): 2002/2003, Clausura 2005 e 2007/2008.
- Campeão do Torneo Regional Federal Amateur (1): 2020/2021.

### Torneios locais
- Liga Cordobesa de Futebol (8) : (1962, 1965, 1967, 1980, 1981, 1994, 2004, 2019)
- Primera División Liga Cordobesa de Fútbol (9): 1962, 1965, 1967, 1980, 1981, (Provincial), 1994, 1995, 1998 e 2004.
- Segunda División Liga Cordobesa de Fútbol (1): 1934.
- Tercera División Liga Cordobesa de Fútbol (1): 1925.

### Torneios nacionais amistosos
- Torneo Preparación LCF (2): 1953 e 1958.
- Torneo Neder Nicola (2): 1973 e 1981.
- Copa Córdoba (1): 1981.
- 'Copa Desafío Córdoba (1): 2008.
- Copa "Sesentenario" Sunchales (1): 2008.

### Torneios internacionais amistosos
- Copa Presidente (Coreia do Sul): 1981.

### Material esportivo e patrocinador
| Período       | Patrocinador |
| ------------- | ------------ |
| 1978-1980     | Sportlandia  |
| 1981-1992     | Adidas       |
| 1992-1995     | Olan         |
| 1995-1997     | Sportlandia  |
| 1997-2004     | Sport 2000   |
| 2004-2006     | Sportlandia  |
| 2006-2007     | Sport 2000   |
| 2007-2010     | Kappa        |
| 2010-2013     | Ohcan        |
| 2013-presente | Sport Lyon   |

| Período       | Patrocinador                             |
| ------------- | ---------------------------------------- |
| 1978          | El Tiempo de Córdoba                     |
| 1981-1990     | Palmar / Arcor                           |
| 1991-1996     | Zanella                                  |
| 1997-1998     | Águila                                   |
| 1999-2003     | Menthoplus                               |
| 2003-2006     | Banco de Córdoba                         |
| 2006-2008     | Banco de Córdoba / Pinturerías Cremar    |
| 2008-2013     | Zárate Construcciones / Banco de Córdoba |
| 2013-presente | Auto Agro / Banco de Córdoba             |